# ميناء بوينس آيرس
ميناء بوينس آيرس هو ميناء رئيسي يقع بمدينة بوينس آيرس، الأرجنتين. يتعامل ميناء بوينس آيريس مع حوالي 11 مليون طن متري من البضائع سنويًا.
تتم إدارة الميناء من قبل شركة موانئ دبي العالمية المملوكة لدولة الإمارات العربية المتحدة